# Karla Bonoff
Karla Bonoff (Santa Monica, 27 dicembre 1951) è una cantautrice statunitense.

## Biografia
Originaria della California, è una cantautrice i cui brani sono stati interpretati da Bonnie Raitt (Home), Wynonna Judd (Tell Me Why), Linda Ronstadt e Lynn Anderson. Nei primi anni della sua carriera ha collaborato con Linda Ronstadt e Wendy Waldman. Ha esordito nel 1977 con un album eponimo.
Nel 1982 ha pubblicato il singolo Personally, che ha riscosso un buon successo. Nel 1995 e nel 2002 ha pubblicato due dischi con il gruppo Bryndle, di cui hanno fatto parte anche Andrew Gold e Kenny Edwards. Quest'ultimo è stato anche suo produttore.

## Discografia

### Album studio
- 1977 – Karla Bonoff
- 1979 – Restless Nights
- 1982 – Wild Heart of the Young
- 1988 – New World

### Con i Bryndle
- 1995 – Bryndle
- 2002 – House of Silence